# Polioptila
Polioptila – rodzaj ptaków z rodziny siwuszek (Polioptilidae).

## Zasięg występowania
Rodzaj obejmuje gatunki występujące w Ameryce.

## Morfologia
Długość ciała 10–13 cm; masa ciała 4–9 g.

## Systematyka

### Etymologia
Polioptila: gr. πολιος polios „szary”; πτιλον ptilon „upierzenie”.

### Podział systematyczny
Do rodzaju należą następujące gatunki:
- Polioptila guianensis Todd, 1920 – siwuszka uboga
- Polioptila schistaceigula E. Hartert, 1898 – siwuszka szarogardła
- Polioptila facilis J.T. Zimmer, 1942 – siwuszka wenezuelska
- Polioptila paraensis Todd, 1937 – siwuszka brazylijska
- Polioptila attenboroughi Whittaker, Aleixo, Whitney, B.T. Smith & Klicka, 2013 – siwuszka popielata
- Polioptila clementsi Whitney & Alvarez Alonso, 2005 – siwuszka samotna
- Polioptila albiventris Lawrence, 1885 – siwuszka jukatańska
- Polioptila bilineata (Bonaparte, 1850) – siwuszka białobrewa
- Polioptila plumbea (J.F. Gmelin, 1788) – siwuszka tropikalna
- Polioptila dumicola (Vieillot, 1817) – siwuszka maskowa
- Polioptila lactea Sharpe, 1885 – siwuszka żółtawa
- Polioptila lembeyei (Gundlach, 1858) – siwuszka kubańska
- Polioptila caerulea (Linnaeus, 1766) – siwuszka ciemnobrewa
- Polioptila nigriceps S.F. Baird, 1864 – siwuszka czarnołbista
- Polioptila albiloris P.L. Sclater & Salvin, 1860 – siwuszka białolica
- Polioptila californica Brewster, 1881 – siwuszka kalifornijska
- Polioptila melanura Lawrence, 1856 – siwuszka czarnosterna